# Philophyllia
Philophyllia is een geslacht van rechtvleugeligen uit de familie sabelsprinkhanen (Tettigoniidae). De wetenschappelijke naam van dit geslacht is voor het eerst geldig gepubliceerd in 1873 door Stål.

## Soorten
Het geslacht Philophyllia omvat de volgende soorten:
- Philophyllia guttulata Stål, 1873
- Philophyllia ingens Hebard, 1933
- Philophyllia latior Brunner von Wattenwyl, 1878
- Philophyllia venosa Brunner von Wattenwyl, 1878